# Fram Reykjavík

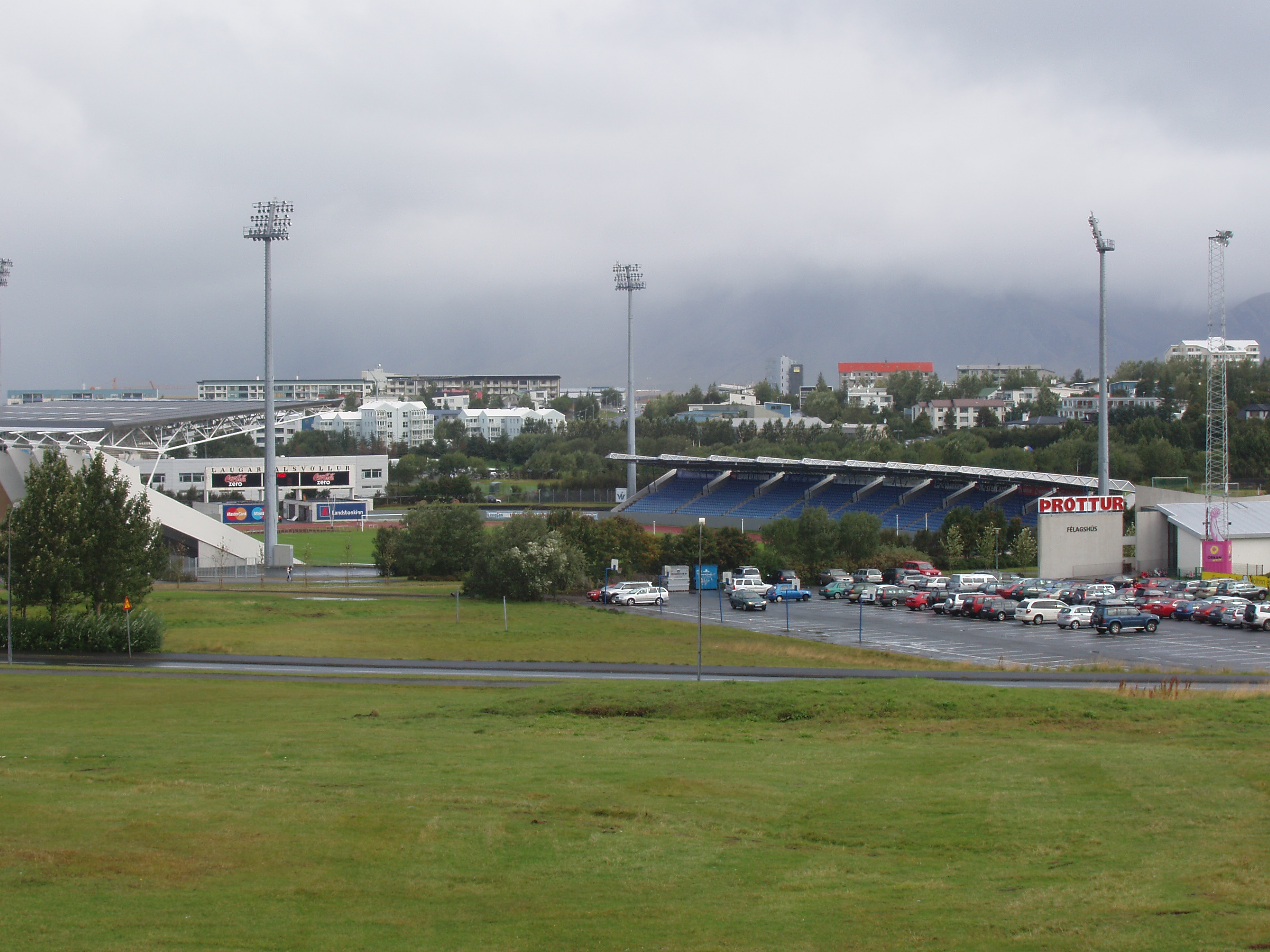
Het nationale stadion Laugardalsvöllur werd eerst gebruikt voor de thuiswedstrijden van Fram.

Fram Reykjavík is een IJslandse voetbalclub uit de oostelijke wijk Úlfarsárdalur van de hoofdstad Reykjavík. In 1908 werd de club opgericht, de traditionele kleuren zijn blauw en wit. 

## Geschiedenis
De club was in het verleden erg succesvol: het won achttien landstitels en acht keer de IJslandse voetbalbeker. In 2005 degradeerde Fram uit de Úrvalsdeild, maar kon in 2006 alweer promotie veilig stellen. In 2014 degradeerde Fram opnieuw vanuit de hoogste klasse naar de 1. deild karla. Dit keer duurde het tot en met 2021 vooraleer promotie kon worden bewerkstelligd.
Tot en met 2018 speelde het de thuiswedstrijden in het nationale stadion Laugardalsvöllur. Daarna speelde het nog vier jaar in Reykjavík-Stad vooraleer in 2022 de nieuwe thuisbasis werd geopend in Úlfarsárdalur. Er staat onder andere een tribune met een capaciteit voor 1.600 personen.

## Erelijst
- Landskampioen (18x)

1913, 1914, 1915, 1916, 1917, 1918, 1921, 1922, 1923, 1925, 1939, 1946, 1947, 1962, 1972, 1986, 1988, 1990
- Beker van IJsland (8x)

Winnaar: 1970, 1973, 1979, 1980, 1985, 1987, 1989, 2013
Finalist: 1960, 1962, 1977, 1981, 1984, 1986, 1995, 2002, 2005, 2009
- Supercup (3x)

Winnaar: 1984, 1985, 1988
- 1. deild karla (5x)

1966, 1983, 1996, 2006, 2021

## Eindklasseringen
- 2000 8e
Úrvalsdeild
- 2001 8e
Úrvalsdeild
- 2002 8e
Úrvalsdeild
- 2003 7e
Úrvalsdeild
- 2004 8e
Úrvalsdeild
- 2005 9e
Úrvalsdeild
- 2006 1e
1. deild karla
- 2007 7e
Úrvalsdeild
- 2008 3e
Úrvalsdeild
- 2009 4e
Úrvalsdeild
- 2010 5e
Úrvalsdeild
- 2011 9e
Úrvalsdeild
- 2012 10e
Úrvalsdeild
- 2013 10e
Úrvalsdeild
- 2014 11e
Úrvalsdeild
- 2015 9e
1. deild karla
- 2016 6e
1. deild karla
- 2017 9e
1. deild karla
- 2018 9e
1. deild karla
- 2019 7e
1. deild karla
- 2020 3e
1. deild karla
- 2021 1e
1. deild karla
- 2022 9e
Úrvalsdeild
- 2023 10e
Úrvalsdeild
- 2024 9e
Úrvalsdeild

- Úrvalsdeild
- 1. deild karla

## Fram Reykjavík in Europa
Fram speelt sinds 1971 in diverse Europese competities. Hieronder staan de competities en in welke seizoenen de club deelnam:
- Europacup I (4x)

1973/74, 1987/88, 1989/90, 1991/92
- Europa League (2x)

2009/10, 2014/15
- Europacup II (8x)

1971/72, 1974/75, 1980/81, 1981/82, 1985/86, 1986/87, 1988/89, 1990/91
- UEFA Cup (4x)

1976/77, 1977/78, 1982/83, 1992/93

## Bekende voetballers
- Jón Guðni Fjóluson